# Rue de la Briche
La rue de la Briche est une voie de communication de Saint-Denis. Elle suit le tracé de la route départementale 914, ancienne route nationale 14.

## Situation et accès
Elle commence son tracé au nord-ouest à la limite d'Épinay-sur-Seine. Elle se termine au carrefour du quai de Seine et de la rue du Fort-de-la-Briche, dans l'axe de la rue Paul-Éluard.

## Origine du nom

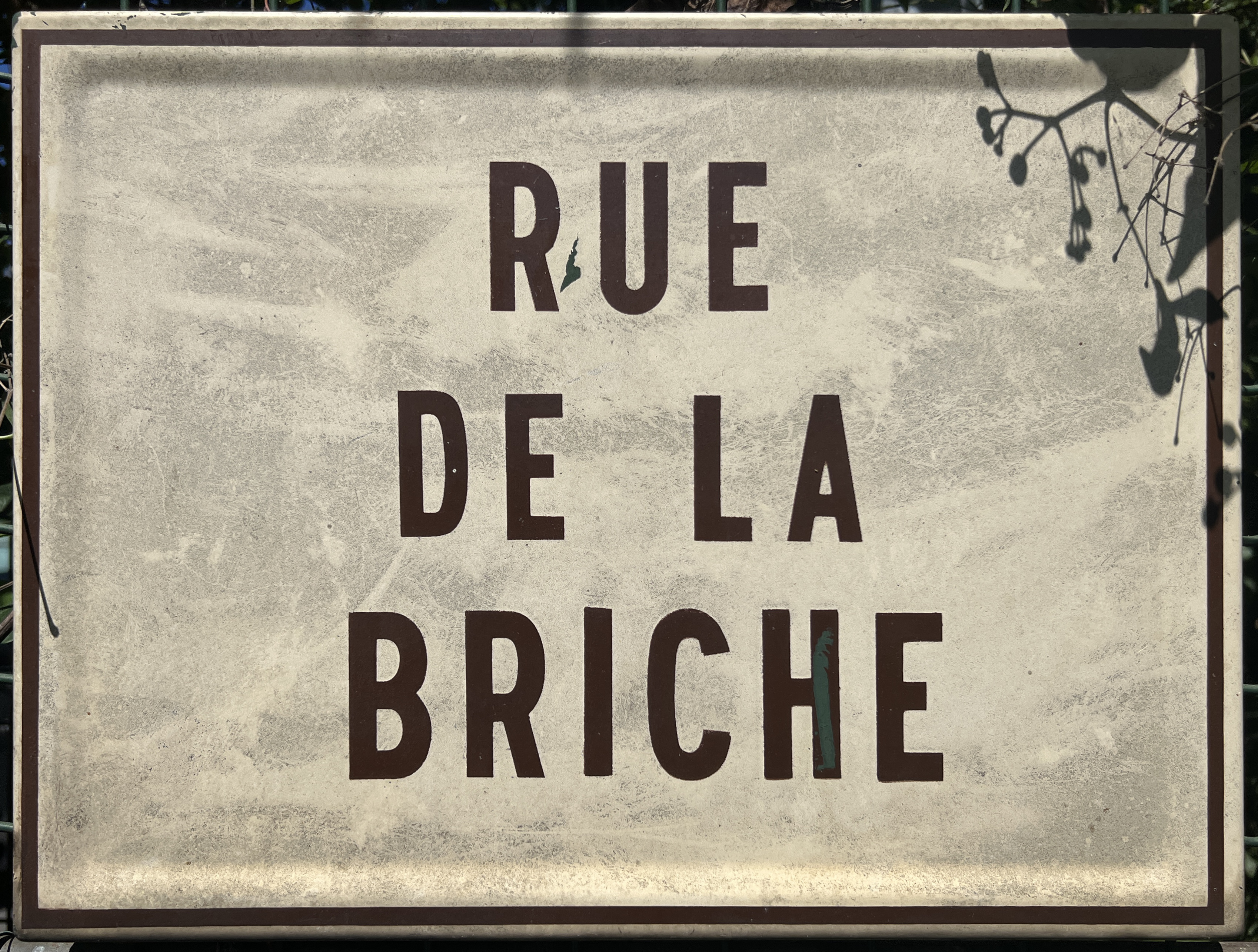
Plaque Rue de la Briche.

Cette rue tient son nom du hameau de la Briche, qui figure sur le plan de Delagrive en 1740, et dépendait de la paroisse d’Epinay.

## Historique

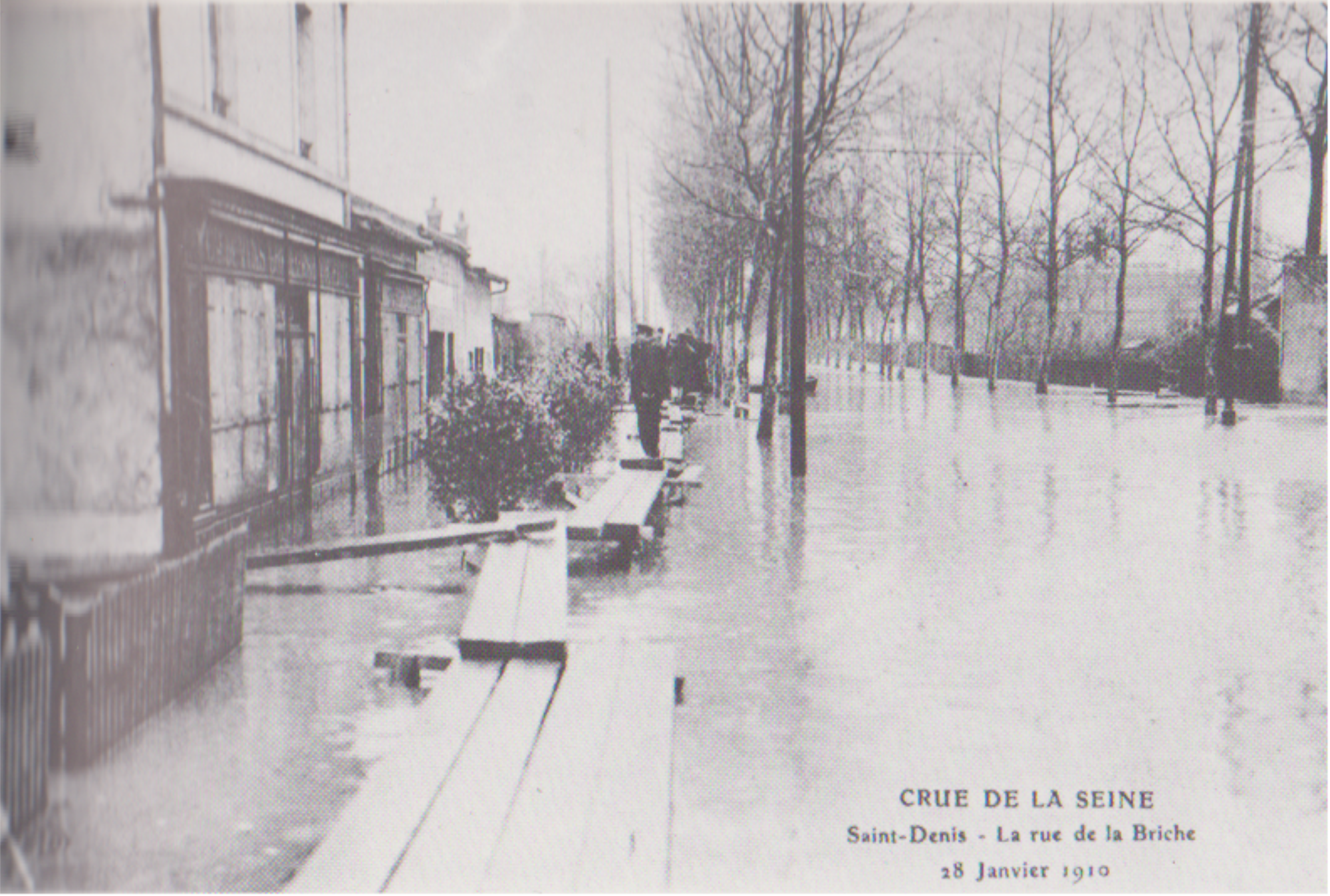
La rue de la Briche pendant la crue de la Seine de 1910.

Lors des bombardements de Paris et de sa banlieue durant la Première Guerre mondiale, le 8 mars 1918, l'usine Roser qui se trouvait dans cette rue est victime d'un raid d'avions.
Elle était parcourue par la ligne de tramway no 54 jusqu'en 1935.
Sa partie méridionale a été renommée pour devenir la rue Paul-Éluard.

## Bâtiments remarquables et lieux de mémoire
- Fort de la Briche.

Plusieurs églises protestantes, dont:
- Église Kimbanguiste[3].
- Église évangélique pentecôtiste.
- Église évangélique Arche de Paix.